# Paraorthacodus
Paraorthacodus — вимерлий рід акул з родини Palaeospinacidae ряду Synechodontiformes. Час існування: нижня юра — палеоцен.
Відомі знахідки як ізольованих зубів, так і скелетів. Зуби мають характерний вигляд: центральну вершину оточують з боків 2—3 пари бічних зубців.